# ایویتسا پایر
ایویتسا پایر (انگلیسی: Ivica Pajer; ۹ سپتامبر ۱۹۳۴ – ۱۷ اوت ۲۰۰۶) بازیگر، و بازیگر سینما اهل کرواسی بود. او متولد کشور یوگسلاوی بود.
از فیلم‌ها یا برنامه‌های تلویزیونی که وی در آن نقش داشته‌است می‌توان به اودیسه، جاده یک‌ساله اشاره کرد.